# Tversted
Tversted ist ein kleiner dänischer Ort im Nordwesten von Vendsyssel in der Tannisbucht.

## Geschichte
Die Geschichte Tversteds ist geprägt durch seine Lage an der Nordsee. Ursprünglich Fischerdorf und Handelspunkt, hat sich Tversted zu einem Ziel für Erholungssuchende entwickelt.
Die archäologischen Ausgrabungen und Funde in der Umgebung des Ortes weisen auf die lange Besiedlungsgeschichte der Region hin. Diese historischen Funde umfassen unter anderem Steinwerkzeuge als Zeugen der ersten Jäger- und Sammlerkulturen in der Steinzeit, Grabhügel und Hünengräber aus der Bronze- und der frühen Eisenzeit sowie mit Inschriften versehene Runensteine aus der Wikingerzeit als Denkmäler für verstorbene Anführer oder bedeutende Ereignisse. Gegenstände aus der Zeit des Mittelalters, wie Münzen, Schmuck und Keramik, zeigen die Entwicklung von Handel und Handwerk in der Region.

## Lage
Der Ort gehört zur Hjørring Kommune und zur Region Nordjütland. Er liegt in Tversted Sogn.
Im Sommer besuchen Tausende von Touristen den Badeort, der auch „Lille-Skagen“ genannt wird. Im Westen und Osten des Ortes befinden sich die Ferienhausgebiete. Es gibt zudem Campingplätze und das Badehotel Hotel Tannishus. Der Strand hat eine geschützte Lage innerhalb der Tannisbucht. Die Hauptstraße „Tannisbugtvej“ führt direkt zum breiten Sandstrand. Tversted gehört zusammen mit Skive und Skagen zu den Gebieten in Jütland, das die meisten Sonnenstunden hat.
Darüber hinaus ist der Tversted Strand bekannt für seinen feinen Sand und gilt als einer der schönsten Strände Dänemarks.

## Wirtschaft
Die Wirtschaft in Tversted ist stark vom Tourismus geprägt. Neben einer Vielzahl von Ferienhäusern gibt es kleine Hotels, Campingplätze und eine Auswahl an Restaurants und Cafés, die lokale Spezialitäten anbieten. Handwerkskunst und lokale Kunst spielen ebenfalls eine wichtige Rolle.

## Verkehr
Mit dem Eisenbahngesetz vom 27. Mai 1908 wurde die Privatbahnstrecke Hjørring–Aalbæk Jernbane von Ålbæk über Tversted nach Hjørring, eventuell mit Zweigstrecke von Vellingshøj nach Hirtshals, festgelegt. Diese Strecke wurde nie gebaut.
Der Ort ist mit der Buslinie 78 (Sæby–Østervrå–Tårs–Hjørring–Astrup–Sindal–Bindslev–Tversted) und der Buslinie 80 (Lønstrup–Hjørring–Bjergby–Tversted) der Nordjyllands Trafikselskab mit der Stadt Hjørring und dem dortigen Bahnhof verbunden. In der Sommersaison verkehrt zudem die Linie 99 zwischen den Badeorten an der Küste.

## Kultur und Sehenswürdigkeiten
Tversted bietet eine Vielzahl kultureller Attraktionen, darunter die alte Dorfkirche aus dem 12. Jahrhundert, die Tversted Seen und die Blauen Dünen, eine beeindruckende Dünenlandschaft. Kulturelle Veranstaltungen und Kunstausstellungen finden regelmäßig statt. Jedes Jahr im Oktober (Woche 42) wird bei den „Jazzy Days“ mit Vertretern des dänischen und internationalen modernen Jazz geboten.

## Besonderes
2014 wurde Tversted ein Nullskrald-Dorf (deutsch wörtlich: Nullmüll, kein Müll). Sowohl Anwohner als auch Touristen versuchen, Abfall möglichst zu vermeiden.